# Pedro Aquino
Pedro Jesús Aquino Sánchez (Lima, 13 april 1995) is een Peruviaans voetballer die doorgaans speelt als middenvelder. In juli 2023 verruilde hij Club América voor Santos Laguna. Aquino maakte in 2016 zijn debuut in het Peruviaans voetbalelftal.

## Clubcarrière
Aquino speelde in de jeugd van Sporting Cristal en brak ook door bij die club. In vierenhalf seizoen kwam de middenvelder tot zesenzeventig competitieoptredens, waarin hij tweemaal tot scoren wist te komen. Medio 2017 nam Monterrey de Peruviaan over. Zonder in actie te komen voor Monterrey werd Aquino direct verhuurd, aan Lobos BUAP. Bij Lobos speelde hij achtentwintig wedstrijden in de Liga MX. In de zomer van 2018 verkaste Aquino naar Club León, waar hij zijn handtekening zette onder een verbintenis voor de duur van drie seizoenen. In 2021 tekende Aquino voor drie seizoenen bij Club América. Santos Laguna nam hem in juli 2023 over.

## Clubstatistieken
| Seizoen | Club             | Competitie       | Competitie | Competitie | Beker | Beker | Internationaal | Internationaal | Totaal | Totaal |
| Seizoen | Club             | Competitie       | Wed.       | Dlp.       | Wed.  | Dlp.  | Wed.           | Dlp.           | Wed.   | Dlp.   |
| ------- | ---------------- | ---------------- | ---------- | ---------- | ----- | ----- | -------------- | -------------- | ------ | ------ |
| 2013    | Sporting Cristal | Primera División | 1          | 0          | 0     | 0     | 3              | 0              | 4      | 0      |
| 2014    | Sporting Cristal | Primera División | 15         | 0          | 6     | 0     | 1              | 0              | 22     | 0      |
| 2015    | Sporting Cristal | Primera División | 7          | 0          | 3     | 0     | 0              | 0              | 10     | 0      |
| 2016    | Sporting Cristal | Primera División | 40         | 1          | 0     | 0     | 1              | 0              | 41     | 1      |
| 2017    | Sporting Cristal | Primera División | 13         | 1          | 0     | 0     | 6              | 0              | 19     | 1      |
| 2017/18 | Monterrey        | Liga MX          | —          | —          | —     | —     | —              | —              | 0      | 0      |
| 2017/18 | → Lobos BUAP     | Liga MX          | 28         | 0          | 0     | 0     | —              | —              | 28     | 0      |
| 2018/19 | Club León        | Liga MX          | 16         | 2          | 3     | 0     | —              | —              | 19     | 2      |
| 2019/20 | Club León        | Liga MX          | 14         | 0          | 0     | 0     | 2              | 0              | 16     | 0      |
| 2020/21 | Club León        | Liga MX          | 20         | 0          | 0     | 0     | —              | —              | 20     | 0      |
| 2020/21 | Club América     | Liga MX          | 15         | 3          | 0     | 0     | 4              | 0              | 19     | 3      |
| 2021/22 | Club América     | Liga MX          | 23         | 0          | 0     | 0     | 2              | 0              | 25     | 0      |
| 2022/23 | Club América     | Liga MX          | 35         | 0          | 0     | 0     | 0              | 0              | 35     | 0      |
| 2023/24 | Santos Laguna    | Liga MX          | 24         | 1          | 0     | 0     | 2              | 0              | 26     | 1      |
| 2024/25 | Santos Laguna    | Liga MX          | 7          | 0          | 0     | 0     | —              | —              | 7      | 0      |
| Totaal  | Totaal           | Totaal           | 259        | 8          | 12    | 0     | 21             | 0              | 292    | 8      |

Bijgewerkt op 15 november 2024.

## Interlandcarrière
Aquino maakte zijn debuut in het Peruviaans voetbalelftal op 1 september 2016, toen met 2–0 verloren werd van Bolivia door doelpunten van Pablo Daniel Escobar en Ronald Raldés. Aquino mocht van bondscoach Ricardo Gareca in de basis beginnen en hij speelde het gehele duel mee. De andere debutant dit duel was César Ortiz Castillo (Sport Huancayo). In de zomer van 2018 werd Aquino door Gareca opgenomen in de Peruviaanse selectie voor het WK voetbal in Rusland. Op dit toernooi werd Peru in de groepsfase uitgeschakeld na nederlagen tegen Denemarken (0–1) en Frankrijk (1–0) en een overwinning op Australië (0–2). Aquino viel tegen Denemarken en Australië in en speelde het gehele duel met Frankrijk. Op 6 september 2018, in zijn zestiende interland, kwam de middenvelder voor het eerst tot scoren. Tegen Nederland opende hij na dertien minuten de score op aangeven van Christian Cueva. Door twee doelpunten van Memphis Depay won Nederland de wedstrijd met 2–1.
| Interlands van Pedro Aquino voor Peru | Interlands van Pedro Aquino voor Peru | Interlands van Pedro Aquino voor Peru | Interlands van Pedro Aquino voor Peru | Interlands van Pedro Aquino voor Peru | Interlands van Pedro Aquino voor Peru | Interlands van Pedro Aquino voor Peru |
| №                                     | Datum                                 | Wedstrijd                             | Uitslag                               | Competitie                            | Goals                                 |                                       |
| Als speler bij Sporting Cristal       | Als speler bij Sporting Cristal       | Als speler bij Sporting Cristal       | Als speler bij Sporting Cristal       | Als speler bij Sporting Cristal       | Als speler bij Sporting Cristal       | Als speler bij Sporting Cristal       |
| ------------------------------------- | ------------------------------------- | ------------------------------------- | ------------------------------------- | ------------------------------------- | ------------------------------------- | ------------------------------------- |
| 1                                     | 1 september 2016                      | Bolivia – Peru                        | 2 – 0                                 | WK 2018 kwalificatie                  |                                       |                                       |
| 2                                     | 11 oktober 2016                       | Chili – Peru                          | 2 – 1                                 | WK 2018 kwalificatie                  |                                       |                                       |
| 3                                     | 15 november 2016                      | Peru – Brazilië                       | 0 – 2                                 | WK 2018 kwalificatie                  |                                       |                                       |
| 4                                     | 23 maart 2017                         | Venezuela – Peru                      | 2 – 2                                 | WK 2018 kwalificatie                  |                                       |                                       |
| 5                                     | 28 maart 2017                         | Peru – Uruguay                        | 2 – 1                                 | WK 2018 kwalificatie                  |                                       |                                       |
| 6                                     | 8 juni 2017                           | Peru – Paraguay                       | 1 – 0                                 | Vriendschappelijk                     |                                       |                                       |
| 7                                     | 13 juni 2017                          | Peru – Jamaica                        | 3 – 1                                 | Vriendschappelijk                     |                                       |                                       |
| Als speler bij Lobos BUAP             |                                       |                                       |                                       |                                       |                                       |                                       |
| 8                                     | 31 augustus 2017                      | Peru – Bolivia                        | 2 – 1                                 | WK 2018 kwalificatie                  |                                       |                                       |
| 9                                     | 5 oktober 2017                        | Argentinië – Peru                     | 0 – 0                                 | WK 2018 kwalificatie                  |                                       |                                       |
| 10                                    | 11 november 2017                      | Nieuw-Zeeland – Peru                  | 0 – 0                                 | WK 2018 kwalificatie                  |                                       |                                       |
| 11                                    | 23 maart 2018                         | Peru – Kroatië                        | 2 – 0                                 | Vriendschappelijk                     |                                       |                                       |
| 12                                    | 29 mei 2018                           | Peru – Schotland                      | 2 – 0                                 | Vriendschappelijk                     |                                       |                                       |
| 13                                    | 9 juni 2018                           | Zweden – Peru                         | 0 – 0                                 | Vriendschappelijk                     |                                       |                                       |
| 14                                    | 16 juni 2018                          | Peru – Denemarken                     | 0 – 1                                 | WK 2018                               |                                       |                                       |
| 15                                    | 21 juni 2018                          | Frankrijk – Peru                      | 1 – 0                                 | WK 2018                               |                                       |                                       |
| 16                                    | 26 juni 2018                          | Australië – Peru                      | 0 – 2                                 | WK 2018                               |                                       |                                       |
| Als speler bij Club León              |                                       |                                       |                                       |                                       |                                       |                                       |
| 17                                    | 6 september 2018                      | Nederland – Peru                      | 2 – 1                                 | Vriendschappelijk                     | 13'                                   |                                       |
| 18                                    | 9 september 2018                      | Duitsland – Peru                      | 2 – 1                                 | Vriendschappelijk                     |                                       |                                       |
| 19                                    | 12 oktober 2018                       | Peru – Chili                          | 3 – 0                                 | Vriendschappelijk                     | 75', 86'                              |                                       |
| 20                                    | 16 oktober 2018                       | Verenigde Staten – Peru               | 1 – 1                                 | Vriendschappelijk                     |                                       |                                       |
| 21                                    | 15 november 2018                      | Peru – Ecuador                        | 0 – 2                                 | Vriendschappelijk                     |                                       |                                       |
| 22                                    | 20 november 2018                      | Peru – Costa Rica                     | 2 – 3                                 | Vriendschappelijk                     |                                       |                                       |
| 23                                    | 5 september 2019                      | Ecuador – Peru                        | 1 – 0                                 | Vriendschappelijk                     |                                       |                                       |
| 24                                    | 10 september 2019                     | Brazilië – Peru                       | 0 – 1                                 | Vriendschappelijk                     |                                       |                                       |
| 25                                    | 15 november 2019                      | Colombia – Peru                       | 1 – 0                                 | Vriendschappelijk                     |                                       |                                       |
| 26                                    | 8 oktober 2020                        | Paraguay – Peru                       | 2 – 2                                 | WK 2022 kwalificatie                  |                                       |                                       |
| 27                                    | 13 oktober 2020                       | Peru – Brazilië                       | 2 – 4                                 | WK 2022 kwalificatie                  |                                       |                                       |
| 28                                    | 13 november 2020                      | Chili – Peru                          | 2 – 0                                 | WK 2022 kwalificatie                  |                                       |                                       |
| 29                                    | 17 november 2020                      | Peru – Argentinië                     | 0 – 2                                 | WK 2022 kwalificatie                  |                                       |                                       |
| Als speler bij Club América           |                                       |                                       |                                       |                                       |                                       |                                       |
| 30                                    | 3 juni 2021                           | Peru – Colombia                       | 0 – 3                                 | WK 2022 kwalificatie                  |                                       |                                       |
| 31                                    | 8 juni 2021                           | Ecuador – Peru                        | 1 – 2                                 | WK 2022 kwalificatie                  |                                       |                                       |
| 32                                    | 7 oktober 2021                        | Peru – Chili                          | 2 – 0                                 | WK 2022 kwalificatie                  |                                       |                                       |
| 33                                    | 10 oktober 2021                       | Bolivia – Peru                        | 1 – 0                                 | WK 2022 kwalificatie                  |                                       |                                       |
| 34                                    | 14 oktober 2021                       | Argentinië – Peru                     | 1 – 0                                 | WK 2022 kwalificatie                  |                                       |                                       |
| 35                                    | 16 november 2021                      | Venezuela – Peru                      | 1 – 2                                 | WK 2022 kwalificatie                  |                                       |                                       |
| 36                                    | 5 juni 2022                           | Peru – Nieuw-Zeeland                  | 1 – 0                                 | Vriendschappelijk                     |                                       |                                       |
| 37                                    | 13 juni 2022                          | Ecuador – Peru                        | 0 – 0 (5 – 4 n.s.)                    | WK 2022 kwalificatie                  |                                       |                                       |
| 38                                    | 24 september 2022                     | Mexico – Peru                         | 1 – 0                                 | Vriendschappelijk                     |                                       |                                       |
| Als speler bij Santos Laguna          |                                       |                                       |                                       |                                       |                                       |                                       |
| 39                                    | 16 november 2022                      | Peru – Paraguay                       | 1 – 0                                 | Vriendschappelijk                     |                                       |                                       |
| 40                                    | 25 maart 2023                         | Duitsland – Peru                      | 2 – 0                                 | Vriendschappelijk                     |                                       |                                       |
| 41                                    | 28 maart 2023                         | Marokko – Peru                        | 0 – 0                                 | Vriendschappelijk                     |                                       |                                       |
| 42                                    | 16 juni 2023                          | Zuid-Korea – Peru                     | 0 – 1                                 | Vriendschappelijk                     |                                       |                                       |
| 43                                    | 20 juni 2023                          | Japan – Peru                          | 4 – 1                                 | Vriendschappelijk                     |                                       |                                       |
| 44                                    | 12 oktober 2023                       | Chili – Peru                          | 2 – 0                                 | WK 2026 kwalificatie                  |                                       |                                       |
| 45                                    | 21 november 2023                      | Peru – Venezuela                      | 1 – 1                                 | WK 2026 kwalificatie                  |                                       |                                       |

Bijgewerkt op 15 november 2024.

## Erelijst
| Primera División | 2 | 2014, 2016 |